# Eric Wright
Eric Andrew Wright (San Francisco, 24 luglio 1985) è un giocatore di football americano statunitense che gioca nel ruolo di cornerback per i San Francisco 49ers della National Football League (NFL). Fu scelto nel corso del secondo giro (53º assoluto) del Draft NFL 2007 dai Cleveland Browns. Al college giocò a football alla University of Southern California e all'Università del Nevada-Las Vegas.

## Carriera professionistica

### Cleveland Browns
Wright fu scelto dai Cleveland Browns nel corso del secondo giro del draft 2007. I Browns acquisirono la scelta dai Dallas Cowboys per selezionare Wright. Pronosticato come una scelta del primo giro, scese al secondo per i problemi avuti al college.
Nella sua prima stagione da professionista, Wright partì tredici volte come titolare. Il suo primo intercetto in carriera lo fece registrare il 14 ottobre 2007 contro il quarterback dei Miami Dolphins Cleo Lemon. Fu premiato come difensore della settimana per la sua prestazione nella settimana 6 della stagione 2008 contro i New York Giants, in cui ritornò un intercetto per 94 yard in touchdown.

### Detroit Lions
Il 29 luglio 2011, Wright firmò coi Detroit Lions. Nella sua unica stagione nel Michigan partì come titolare in tutte le 16 gare, mettendo a segno 74 tackle e 4 intercetti.

### Tampa Bay Buccaneers
Il 14 marzo 2012, Wright firmò un contratto quinquennale del valore di 37,5 milioni di dollari coi Tampa Bay Buccaneers. Con essi disputò una sola annata, giocando 10 partite, tutte come titolare, con 37 tackle e un intercetto. Il 19 luglio 2013, Wright fu scambiato coi San Francisco 49ers per una scelta da definire del draft 2014 una settimana dopo essere stato arrestato per guida in stato di ubriachezza ma dopo aver fallito un test fisico lo scambiò saltò e i Bucs svincolarono il giocatore.

### San Francisco 49ers
L'8 agosto 2013 Wright firmò coi San Francisco 49ers. Il primo intercetto con la nuova maglia lo fece registrare nella vittoria della settimana 14 sui Seattle Seahawks.
Wright firmò un rinnovo annuale con i 49ers l'11 marzo 2014.

## Vittorie e premi
- Difensore della AFC della settimana: 1

settimana 6 della stagione 2008

## Statistiche
| Partite             | 92  |
| Partite da titolare | 81  |
| Tackle              | 367 |
| Sack                | 1,0 |
| Intercetti          | 15  |

Statistiche aggiornate alla stagione 2013